# Rolf Steinhäuser

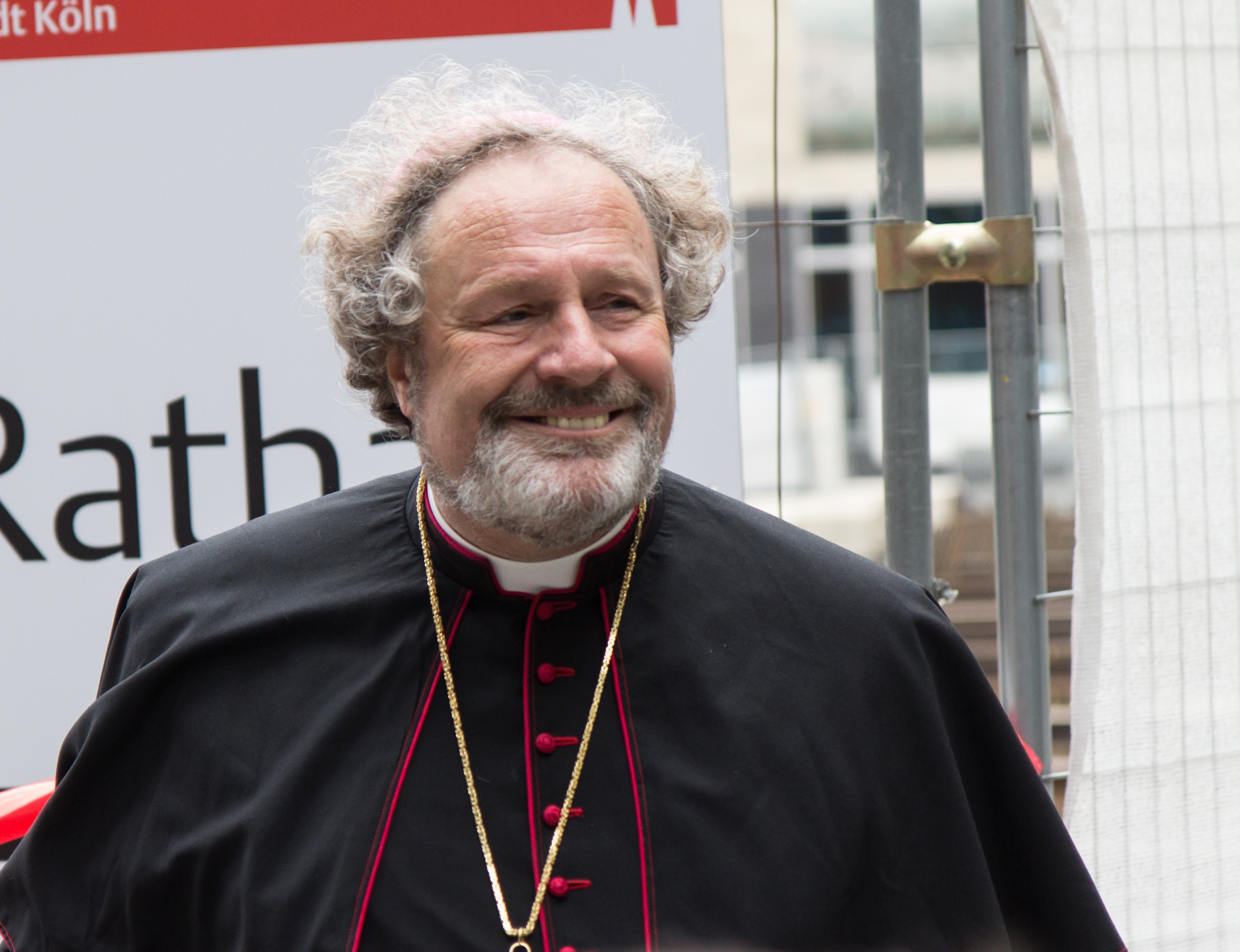
Rolf Steinhäuser (2017)

Bischofswappen von Rolf Steinhäuser

Rolf Steinhäuser (* 12. Mai 1952 in Köln) ist römisch-katholischer Geistlicher und Weihbischof im Erzbistum Köln. Er leitete vom 12. Oktober 2021 bis zum 1. März 2022 als Apostolischer Administrator sede plena das Erzbistum Köln.

## Leben
Rolf Steinhäuser studierte in Bonn und Regensburg Philosophie und Katholische Theologie, unter anderem bei Joseph Ratzinger, dem späteren Papst Benedikt XVI. Am 24. Juni 1977 empfing er das Sakrament der Priesterweihe für das Erzbistum Köln und war Kaplan in Hilden und Bonn. 
Von 1984 bis 1989 war er Stadtjugendseelsorger in Bonn, von 1990 bis 1996 Diözesan-Jugendseelsorger und Leiter der Abteilung Jugendseelsorge im Erzbischöflichen Generalvikariat sowie Rektor der Jugendbildungsstätte Haus Altenberg. Im Dezember 1996 wurde er zum Pfarrer an St. Lambertus in Düsseldorf ernannt, gleichzeitig erhielt er das Amt des stellvertretenden Stadtdechanten in der Stadt, seit August 1997 war er Stadtdechant von Düsseldorf. 
Rolf Steinhäuser wurde 2003 von Kardinal-Großmeister Carlo Kardinal Furno zum Ritter des Ritterordens vom Heiligen Grab zu Jerusalem ernannt und durch Bischof Anton Schlembach, Großprior der Deutschen Statthalterei, am 17. Mai 2003 im Kölner Dom investiert. Er ist Komtur des Ordens und gehört der Komturei St. Maximilian in Düsseldorf an.
Seit 2006 gehörte Steinhäuser als nichtresidierender Domkapitular dem Kölner Metropolitankapitel an, im April 2015 erhielt er von Kardinal Rainer Maria Woelki die Ernennung zum residierenden Domkapitular sowie zum Leiter des Edith-Stein-Exerzitienhauses des Erzbistums Köln und Beauftragten für Neuevangelisierung. Von der Beauftragung für Neuevangelisierung und der Leitung des Exerzitienhauses wurde er im Januar 2016 entpflichtet. 
Am 11. Dezember 2015 ernannte ihn Papst Franziskus zum Titularbischof von Thuburnica und bestellte ihn zum Weihbischof in Köln. Der Kölner Erzbischof Rainer Maria Woelki spendete ihm am 10. Januar 2016 im Kölner Dom die Bischofsweihe. Mitkonsekratoren waren der emeritierte Weihbischof von Köln Manfred Melzer und der Kölner Weihbischof Dominikus Schwaderlapp. In der Nachfolge von Weihbischof Melzer ist Steinhäuser für den Pastoralbezirk Mitte des Erzbistums Köln zuständig, zu dem die Stadt Köln, die Stadt Leverkusen und der Rhein-Erft-Kreis gehören. Kardinal Woelki ernannte ihn zum Bischofsvikar für Ökumene und interreligiösen Dialog im Erzbistum Köln und zum Bischofsvikar für die Ausbildung Ständiger Diakone.
In der Deutschen Bischofskonferenz gehört Steinhäuser der  Pastoralkommission und der Unterkommission für Lateinamerika (insbes. Adveniat) der Kommission Weltkirche (X) an.
Von Mitte Oktober 2021 bis Aschermittwoch 2022 leitete Steinhäuser das Erzbistum Köln als Apostolischer Administrator, während Erzbischof Woelki vom Papst aufgrund einer „Vertrauenskrise“ im Erzbistum Köln (so der Vatikan) in eine geistliche Auszeit geschickt wurde.

## Ehrungen und Auszeichnungen
- Ernennung zum Päpstlichen Ehrenkaplan (Monsignore) durch Papst Johannes Paul II. (1998)
- Ernennung zum Ritter vom Heiligen Grab (2003; Rangerhöhung zum Komtur)